# Auxa bimaculipennis
Auxa bimaculipennis là một loài bọ cánh cứng trong họ Cerambycidae.